# Ivica Guberac
Ivica Guberac, slovenski nogometaš, * 5. julij 1988, Koper.
Guberac je nekdanji profesionalni nogometaš, ki je igral na položaju vezista. V svoji karieri je igral za slovenske klube Koper, Jadran Dekani in Primorje, italijanski Cagliari, ciprski Aris Limassol, ruski Himki, bosansko-hercegovski Borac Banja Luka in malteško Floriana. Skupno je v prvi slovenski ligi odigral 234 tekem in dosegel 17 golov. S Koprom je osvojil po en naslov državnega prvaka, slovenski pokal in SuperPokal. Bil je tudi član slovenske reprezentance do 20 let. 